# Jaroslav Foltýn (houslista)
Jaroslav Foltýn (* 18. říjen 1935 Český Těšín) je významný český houslista a pedagog, propagátor houslové školy Otakara Ševčíka, člen Dvořákova kvarteta.
Vystudoval konzervatoř v Brně u Ševčíkova žáka Viktora Noppa. Studia dokončil na Akademii múzických umění v Praze (1956–1961) u koncertního mistra České filharmonie Františka Daniela. Od roku 1976 vyučuje na Pražské konzervatoři.
Mezi jeho žáky patří nejvýznamnější čeští houslisté: koncertní mistr ČF Josef Špaček, koncertní mistr Národního divadla Lucie Švehlová, koncertní mistr PKF Jan Fišer, Šimon a Matouš Michalovi, členové ČF: Petr Havlín, Veronika Jírů, Jitka Kokšová, Jiří Kubita, Daniela Razáková, Jiří Ševčík. Jeho žáci se pravidelně umísťují na významných houslových soutěžích v Čechách i v zahraničí (Kociánova houslová soutěž, Concertino Praga, Pražské jaro, Prague Junior Note, mezinárodní soutěže v Rakousku, Anglii, Itálii, Japonsku a Lucembursku). Jeho absolventi jsou předními hráči v komorních souborech (Zemlinsky Quartet, Škampovo kvarteto, Apollon Quartet, Kubelík Quartet, České noneto) a uplatňují se ve všech českých symfonických orchestrech. Pedagogické mistrovství Jaroslava Foltýna stojí i za úspěchem sólového kontrabasisty Indiho Stivína.
Celosvětově významná je jeho práce editorská. Pro vydavatelství Bärenreiter připravil nové vydání stěžejního díla houslové pedagogiky Ševčíkovu školu houslové techniky, kterou vybavil metodickými komentáři v češtině, angličtině a němčině. Zásadní vliv na české houslové prostředí má také jeho práce metodologická. Je autorem učebnice hry na smyčcové nástroje Metodika houslové hry a její současné vývojové směry.